# Kavalir z rožo
Kavalir z rožo (nem. Der Rosenkavalier op. 59) je komična opera v treh dejanjih Richarda Straussa. Libreto je spisal Hugo von Hofmannsthal. Krstna predstava je bila 26. januarja 1911 v Dresdenu. Čeprav se operno dogajanje godi v času rokokoja, je skladatelj vzel za podlago plesnega gibanja dunajski valček (razvil se je šele dobrih 100 let kasneje); taki ritmi se ponavljajo skozi vso partituro. V delu je sicer še več takšnih drobnih časovnih in slogovnih nesoglasij, kar pa ne vpliva na učinkovitost. Opera je bila pri občinstvu lepo sprejeta in tako je postala del železnega repertoarja. Na odru ljubljanske Opere je bilo delo uprizorjeno v prevodu Nika Štritofa v sezoni 1935/1936. 

## Osebe
- Maršalka, kneginja Werdenbergova - sopran
- Baron Ochs von Lerchenau, njen bratranec - bas
- Oktavijan, grof Rofrano, imenovan Quinquin, mlad plemič - mezzosopran
- gospod pl. Faninal, bogat plemenitaš - bariton
- Zofija, njegova hčerka - sopran
- mladenka Mariana, družica - sopran
- Valzacchi, spletkar - tenor
- Anina, njegova spremljevalka - alt
- Policijski komisar - bas
- Dvorni oskrbnik maršalke - tenor
- Notar - bas
- Krčmar - tenor
- italijanski pevec - tenor
- Modistka
- Trgovec z živalmi
- Dvorni oskrbnik Faninala - tenor
- Tri plemenite sirote - sopran, mezzosopran in alt
- Zamorček, lakaji, hajduki, služinčad, straža, gostje, muzikantje, otroci in razne sumljive prikazni.

## Vsebina
Godi se na Dunaju, v prvih letih vladavine Marije Terezije.

### Prvo dejanje
Maršalkina spalnica. 
Po ljubezenski noči z Oktavijanom se v maršalki vrstijo različna čustva, ker se boji, da bi se maršal prezgodaj vrnil z lova. Majhen zamorček prinese zajtrk. Iz predsobe se začuje hrup in maršalka domneva, da se je mož vrnil. Oktavijan se mora skriti. Prišel pa ni general, temveč bratranec Ochs, ki od služinčadi zahteva prost vstop. Medtem se je Oktavijan preoblekel v sobarico; v trenutku, ko hoče oditi, nasilno vstopi Ochs in zagleda sobarico, ki mu že na prvi pogled ugaja. Ochs zaupa maršalki svojo zaroko s hčerko bogatega plemenitaša Faninala, ki pa ni najboljšega zdravja. Oktavijan hoče odnesti zajtrk, toda Ochs naroči, naj prinese tudi njemu hrane in tako prisili sobarico, da ostane in posluša njegova naročila. Ochs pripoveduje maršalki, da bi potreboval za poroko starešino, ki bi po starem plemiškem običaju predal nevesti srebrno rožo, in jo vprašuje za nasvet; tudi notarja potrebuje, ki da bi mu sestavil poročno pogodbo. Maršalka mu obljubi vse, vendar Ochs noče oditi in zadržuje tudi Oktavijana, ki bi ga rad pridobil za sobarico svoji nevesti. Maršalka predlaga Oktavijana za kavalirja z rožo in pokaže Ochsu njegovo medaljonsko sliko; Ochs je sporazumen s tem. Oktavijan pokliče prosilce, ki čakajo v predsobi in se tako izmakne Ochsu. Prosilci, trgovci, lasuljarji, glasbeniki in pevci, učenjak in notar vstopijo in predložijo svoje želje. Ochs ukaže notarju, naj sestavi ženitno pogodbo, medtem poje pevec svojo arijo, ki jo pa nenadoma prekine, ko Ochs zakriči na notarja, ker mu dela sitnosti pri določanju dote. Maršalka odslovi ljudi. Valzacchi in Anina se Ochsu ponujata za v vohunsko službo, Ochs pa sprašuje po lepi sobarici. Slednjič odslovi maršalka tudi Ochsa, ki ji pred odhodom izroči srebrno rožo za kavalirja. Sedaj, ko je sama, se maršalka čuti postarano in s tiho otožnostjo se poslovi od sreče in mladosti. Tudi Oktavijan, ki se je vrnil oblečen v jahača, je navkljub izraženi ljubezni ne more potolažiti. Odslovi ga, a kmalu se kesa, ker ga ni poljubila. Ker je odšel, pošlje za njim svojega zamorčka s srebrno rožo in se ponovno prepusti otožnosti.

### Drugo dejanje
Dvorana v Faninalovi palači.
Faninal se poslovi od hčerke Zofije in gre po ženina. V hiši in na cesti vlada veliko vznemirjenje zaradi velike časti, ki jo bo s poroko deležna družina, ki je bila še nedavno navadna meščanska družina. Zofija prosi Boga za ponižnost, ko pa vstopi z velikim spremstvom grof Oktavijan in ji izroči rožo, vzplamtita v njej ponos in sreča. V navzočnosti Duenne se razvije med Zofijo in Oktavijanom pogovor in oba začutita nežno naklonjenost drug za drugega. Ko pa vstopi Ochs, je Zofija ogorčena nad njegovim vedenjem. Ochs se predstavi Oktavijanu in izrazi domnevo, da je maršalkina sobarica zaradi velike podobnosti najbrž Oktavijanova nezakonska sestra. Nato se nerodno nežen obrne k Zofiji, ki pa se mu odmika, kar starega Ochsa še bolj razdraži. Skuša jo razvneti s plesom, vendar zaman. Ko pa ostaneta Zofija in Oktavijan sama, skrita Valzacchi in Anina iz ozadja prisluškujeta in vidita poljub. Takoj obvestita Ochsa, ki pa tega dogodka ne vzame preveč resno. Ochs hoče nasilno odpeljati Zofijo v sosednjo sobo, da bi podpisala poročno pogodbo, tedaj pa potegne Oktavijan svoj meč in v boju rani svojega nasprotnika. V hiši vlada razburjenje. Faninal besni — Oktavijan odide in tolaži Zofijo, da bo še slišala o njem. Anina prinese ranjencu pisemce, ki mu ga je pisala maršalkina sobarica, da je prosta in da čaka odgovora. Ochs je ves iz sebe in se napoti pisat odgovor.

### Tretje dejanje
Posebna soba v nekem gostišču.
Na odru se odigra nema slika z glasbo, ki kaže priprave za nameravano komedijo po Oktavijanovi zamisli, da bi ujel in razkrinkal starega Ochsa. Valzacchi in Anina sta sedaj v Oktavijanovi službi; zapustila sta Ochsa, ker jima ni hotel več plačevati. Oktavijan je preoblečen v deklico in opazuje priprave za to komedijo, prireditelje in pomagače dobro plačuje. Valzacchi privede nekaj gospodov, jim odmeri prostore in preizkuša razne skrivnostne izhode ter hitro prihajanje in odhajanje. Z natakarjem prižgeta sveče. V tem vstopi Ochs z namišljeno maršalkino služkinjo pod roko. Hitro ugasne nekaj sveč in odpusti godbo, ker se boji prevelikega računa. Tudi natakarje odslovi, Valzacchiju pa obljubi napitnino, če mu bo pomagal mešetariti za ne prevelik račun. Oktavijan, preoblečen v maršalkino sobarico, igra vlogo koketne gospodične. Ochs se usede za mizo. Podobnost sobarice s kavalirjem z rožo spravi starega ljubimca nekoliko iz ravnovesja. Kmalu postane Ochs nežen in prične dvoriti lepi gospodični, tedaj pa se začno prikazovati v steni in kotu sobe razne postave in prikazni, kakor bi bila soba začarana. V Valzacchijevem spremstvu nastopi Anina v žalni obleki, gre proti Ochsu in trdi, da je njegova soproga, kmalu nato planejo proti njemu štirje otroci in imenujejo za očeta. Gostilničar, ki je opazoval ves prizor, svari starega Ochsa pred mnogoženstvom. Ves iz sebe in silno ogorčen pokliče Ochs policijo. Komisar pride in začne Ochsa zasliševati. Ker ne ve, kako bi se izmotal iz neprijetnega položaja, izjavi komisarju, da je »sobarica« njegova zaročenka in Faninalova hčerka.
Pri vratih stoje gostje, godbeniki in služinčad. Faninal nastopi; poklical ga je Valzacchi s pretvezo, da ga želi videti Ochs. Faninal seveda noče priznati te hčerke za svojo. Hitro pokličejo še Zofijo; ta vpričo vseh ponovno odkloni Ochsa. Faninal se razjezi in postane tako togoten, da ga morajo odvesti v sosedno sobo; Zofija in ostali mu sledijo. Komisar dalje zaslišuje Ochsa, na Oktavijanov migljaj pa preneha in izgine v pregradek, od koder prifrči obleka sobarice. Končno pride tudi maršalka, ki reši Ochsa iz neprijetnega položaja s tem, da mu razjasni vso zadevo kot farso in komedijo. Ochsa odslovi in mu sočasno sporoči željo Zofijinega očeta, naj se nikdar več ne približa njegovi hiši. Ko Ochs ugleda še preoblečeno Anino in Oktavijana v moški obleki, se mu odpro oči in pobegne. Oktavijan stoji v veliki zadregi med Zofijo in maršalko. Slednja se mirno in brez besed odpove svoji prepovedani sreči in neopazno izgine. Zofija in Oktavijan končno ostaneta sama. Maršalka se vrne še enkrat in odvede Faninala v svojem vozu domov; Zofija in Oktavijan odideta za njima. Vstopi mali zamorček, ki pride kot poslednji še enkrat v sobo in pobere robček, ki ga je izgubila Zofija.